# Edgar Chacón
Edgar Edmundo Chacón Paredes (Chiquimulilla; 30 de marzo de 1945-Ciudad de Guatemala; 13 de agosto de 2005) fue un futbolista guatemalteco que se desempeñaba como delantero.

## Trayectoria
Era apodado "el cañón de palín", su primer club fue el Escuintla, su segundo y último el Municipal, donde ganó cuatro títulos.

## Selección nacional
Participó con la selección de Guatemala en los Juegos Olímpicos de México 1968, anotando un gol en el preolímpico.

### Participaciones en Juegos Olímpicos
| Torneo                   | Sede   | Resultado        |
| ------------------------ | ------ | ---------------- |
| Juegos Olímpicos de 1968 | México | Cuartos de final |

## Clubes
| Club               | País      | Año       |
| ------------------ | --------- | --------- |
| Escuintla          | Guatemala | 1963-1966 |
| Municipal (cesión) | Guatemala | 1965      |
| Municipal          | Guatemala | 1967-1969 |
| Escuintla          | Guatemala | 1969-1972 |

## Palmarés

### Títulos nacionales
| Título                    | Equipo    | País      | Año     |
| ------------------------- | --------- | --------- | ------- |
| Copa Nacional             | Municipal | Guatemala | 1967    |
| Copa Campeón de Campeones | Municipal | Guatemala | 1967    |
| Copa Nacional             | Municipal | Guatemala | 1969    |
| Liga Nacional             | Municipal | Guatemala | 1969-70 |